# Ischnura thelmae
Ischnura thelmae – gatunek ważki z rodziny łątkowatych (Coenagrionidae). Jest endemitem wyspy Rapa w Polinezji Francuskiej.